# 비공식 제국
비공식 제국(Informal empire)이라는 용어는 특정 지역이나 국가에 대한 어느 정도 영향력으로 해석되는 정치 체제가 발전할 수 있는 영향권을 설명한다. 이는 상업적, 전략적 또는 군사적 이익의 결과로 제국의 공식적인 식민지, 조공국, 봉신국 또는 속국이 아니다.
2010년 기사에서 그레고리 바튼(Gregory Barton)과 브렛 베넷(Brett Bennett)은 비공식 제국을 다음과 같이 정의했다.
상업 및 정치 엘리트가 외국 지역, 자원 또는 사람을 통제하려는 의지와 성공적인 시도이다. 통제 수단에는 역외 특권의 집행과 경제적, 정치적 제재의 위협이 포함되었으며, 종종 다른 제국주의 권력을 저지하려는 시도와 결합되었다. "비공식 제국"이라는 용어가 적용되기 위해서는 역사가들이 한 국가의 엘리트나 정부가 역외 법적 통제, 사실상의 경제적 지배를 행사했으며 더 강력한 국가의 이익에 중요한 외국 정책에 강력한 영향을 미칠 수 있었음을 보여야 한다고 우리는 주장한다.
비공식 제국은 주로 경제적인 모습을 취할 수도 있고 포함 외교를 통해 시행될 수도 있다. 전략적 고려나 기타 우려로 인해 공식적으로는 제국의 일부가 아닌 지역에 대한 제국의 영향력이 창출될 수 있다.

## 같이 보기
- 미국화
- 조계
- 외왕내제
- 그레이트 게임
- 만달라 체제
- 신제국주의
- 종주권
- 책봉체제
- 봉신국